# Adenanthera novo-guineensis
Adenanthera novo-guineensis är en ärtväxtart som beskrevs av Baker f. Adenanthera novo-guineensis ingår i släktet Adenanthera och familjen ärtväxter. Inga underarter finns listade i Catalogue of Life.